# Ostasienwissenschaften

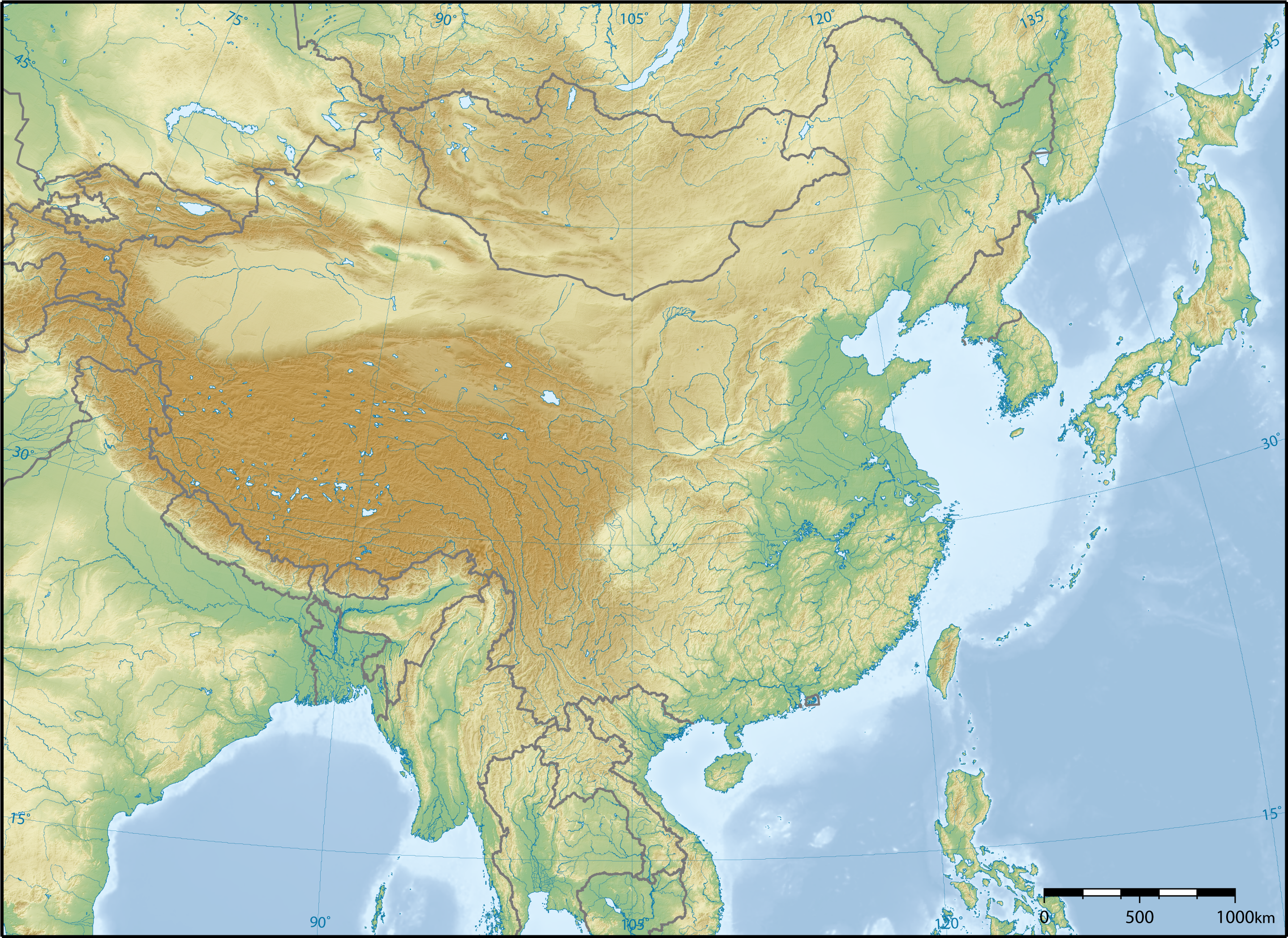
Karte Ostasiens

Die Ostasienwissenschaften gehören zu den Regionalwissenschaften.
Zu den Ostasienwissenschaften gehören im Wesentlichen Sinologie, Japanologie und Koreanistik. Diesen Fächern ist gemeinsam, dass sie sich mit wirtschaftlichen, sozialen, historischen, kulturellen und anderen Fragen dieser ostasiatischen Länder befassen.

## Studienfach
Ostasienwissenschaften als Studienfach vermittelt Sprachkenntnisse (Chinesisch, Japanisch oder Koreanisch o. a.) und je nach Schwerpunkten Kenntnisse über Wirtschaft, Gesellschaft, Politik, Sprache, Literatur, Geschichte und/oder Geographie o. a. Das Studium ist dabei interdisziplinär.
Ferner gibt es Fächer wie Ostasiatische Kunstgeschichte, die sich mit speziellen Aspekten – in diesem Falle der Kunst Ostasiens – der „ostasiatischen Welt“ beschäftigen.

## Geschichte
Im 19. und Anfang des 20. Jahrhunderts herrschte in diesen Fächern zu einem gewissen Grade eine eurozentristische Sichtweise auf die Untersuchungsgebiete vor; so wurde der Vorwurf geäußert, dass diese vom „Elfenbeinturm“ aus studiert würden. Der Umgang mit diesem Vorwurf und die Reaktionen darauf sind sehr unterschiedlich.